# Patków (SIMC 0631090)
Patków – osada leśna w Polsce, położona w województwie mazowieckim, w powiecie radomskim, w gminie Pionki.
W latach 1945–1975 miejscowość administracyjnie należała do województwa kieleckiego, a następnie W latach 1975–1998 do województwa radomskiego.

## Osady leśne o nazwie Patków w gminie Pionki
W gminie Pionki istnieją dwie miejscowości podstawowe typu osada leśna o nazwie Patków. Niniejszy artykuł dotyczy osady leśnej, która posiada identyfikator SIMC 0631090. Drugą z nich jest osada leśna Patków, która posiada identyfikator SIMC 0631083.